# What If It's Us
What If It's Us és una novel·la de comèdia romàntica per a joves, escrita per Becky Albertalli i Adam Silvera i publicada per Simon & Schuster. La novel·la forma part d'una sèrie de dos llibres: What if it's us (2019) i Here's To Us (2021).
What if it's us se centra en l'Arthur i el Ben, dos nois adolescents que es troben per casualitat a una oficina de correus i s'enamoren. La novel·la s'estructura en capítols alterns des del punt de vista dels dos protagonistes. Here's To Us segueix la trobada casual de l'Arthur i el Ben a Nova York diversos anys després del final del primer llibre.
What if it's us va ser la primera vegada que Albertalli i Silvera van col·laborar després de ser amics durant molts anys.
L'audiollibre és narrat pels actors nord-americans Noah Galvin (Arthur) i Froy Gutierrez (Ben).

## Resum de la trama
En un una parada per fer el cafè a la seva oficina de Nova York, l'Arthur veu a un noi maco i el segueix fins a una oficina de correus propera, on sent a dir que el noi parla de la caixa que envia per correu al seu ex-nòvio. Després d'intentar trobar-lo sense èxit, el Ben es dirigeix a casa del seu millor amic Dylan per passar l'estona, on Dylan li confessa que ha conegut una cambrera que li agrada molt, que es diu Samantha.
L'Arthur comença a perdre l'esperança de trobar un noi de Correus fins que recorda la samarreta de la cafeteria "Dream N Bean" que portava quan el va veure, així que decideix penjar un cartell dient que el busca al tauler d'anuncis de la cafeteria. Mentrestant, l'altre noi, que es diu Ben, intenta assistir a l'escola d'estiu perquè el seu ex-nòvio, Hudson, repeteix la mateixa classe. Per trobar-lo decideix demanar ajuda al Dylan i la Samantha. Posant-se al dia amb el Dylan a la cafeteria 'Dream N Bean', el Ben es queda sorprès en veure la seva pròpia cara en el cartell penjat al taulell d'anuncis de la botiga i després de llegir el missatge de l'Arthur, el Ben decideix enviar-li un correu electrònic, com a resposta del cartell.
El Ben i l'Arthur comencen a sortir, però quan l'Arthur s'assabenta que en Ben encara té la caixa amb les coses del seu ex-nòvio, es pregunta si en Ben està convençut en la relació. Després d'un parell de cites més, l'Arthur i el Ben tenen el seu primer petó i gairebé tenen sexe, però s'aturen quan s'adonen que l'Arthur no està preparat.
Quan l'Arthur sorprèn el Ben després de les seves classes d'estiu, descobreix que el Hudson també assistia i trenca amb el Ben. Minuts després de la ruptura, la Jessie i l'Ethan truquen a l'Arthur i revelen que fa mesos que han estat en una relació i que tenien por de dir-li, i de sobte es troba lluny no només del Ben, sinó també de Jessie i Ethan.
Després que el Dylan acabi a l'hospital, en Ben li envia un missatge a l'Arthur, dient-li la por que té. L'Arthur es dirigeix a l'hospital per donar-li suport, es perdonen i tornen a ser parella. Després d'una festa d'aniversari improvisada a la nit, l'Arthur i el Ben tenen sexe per primera vegada. El Ben li envia a l'Arthur els nous capítols de la seva novel·la fantàstica, després d'haver escrit a l'Arthur a la trama com a regal d'aniversari.
A finals d'estiu, l'Arthur ha de tornar a Geòrgia. L'Arthur i el Ben decideixen quedar-se com amics en lloc d'intentar tindre una relació a distància potencialment condemnada i s'acomiaden amb llàgrimes.

## Personatges
- Arthur Seuss - Un noi de setze anys que fa pràctiques al despatx d'advocats de la seva mare a la ciutat de Nova York durant l'estiu. Està obsessionat amb Broadway. L'Arthur va ser escrit per Becky Albertalli.
- Benjamin "Ben" Alejo - Un estudiant de secundària mig porto-riqueny que viu a Nova York i ha d'anar a l'escola d'estiu per evitar ser frenat. És un escriptor. Ben va ser escrit per Adam Silvera.
- Hudson Robinson - L'exnòvio de Ben.
- Dylan Boggs - El millor amic de Ben. Està obsessionat amb el cafè i li agrada jugar als videojocs amb el Ben, tot i que el Ben el descriu com un romàntic sense esperança que sovint es consumeix quan surt amb algú.
- Samantha O'Malley: l'interès amorós del Dylan.
- Jessie: una de les millors amigues de casa de l'Arthur.
- Ethan: un dels millors amics de casa de l'Arthur. Esmenta que l'Ethan s'ha comportat de manera estranya amb ell des que va sortir com a gai.
- Juliet i Namrata: amics de l'Arthur al despatx d'advocats.

## Recepció

### What if it's us
What if it's us va rebre crítiques destacades de Kirkus Reviews , Publishers Weekly, i School Library Journal, així com una crítica positiva de Booklist.
| Curs | Elogi                                              | Resultat | Ref.  |
| ---- | -------------------------------------------------- | -------- | ----- |
| 2018 | Goodreads Choice Award per a la ficció per a joves | Nominat  | [ 7 ] |
| 2019 | Millor ficció per a joves                          | Top 10   | [ 8 ] |
| 2020 | Premi Rhode Island Teen Book Award                 | Honor    | [ 9 ] |

### Censura
L'octubre del 2021 una jutgessa va ordenar aturar el préstec del llibre What If It's Us i 31 llibres més a 11 instituts públics de Castelló. Va dur a terme aquesta ordre després de rebre una denúncia de la Asociación de Abogados Cristianos perquè afirmaven que la seva lectura podria produir "perjuris imparables" als alumnes.
Finalment, aquesta censura va acabar-se quan un jutge de Castelló va aixecar la mesura cautelar que havia prohibit el préstec d'aquests llibres. La resolució va concloure que no es va aportar cap prova que indiqués la il·legalitat que afirmava la Asociación de Abogados Cristianos.